# Зинкенсдамм (станция метро)
«Зинкенсдамм»  (швед. Zinkensdamm) — станция Стокгольмского метрополитена. Расположена на Красной линии между станциями «Мариаторгет» и «Хурнстулль». Обслуживается маршрутом T13 и T14.
Zinkensdamm — станция метро красной линии, находится в стокгольмском районе Södermalm. Открыта 5 апреля 1964 года. Расстояние от Slussen — 1.7 км. Станция имеет один вход и расположена на глубине 19 метров. Стены выложены плиткой в светло-серых тонах и украшены картинами Göran T Karlsson и John Stenborg.